# 布傑伊
48°3′5″N 29°16′45″E / 48.05139°N 29.27917°E
布德伊（烏克蘭語：Будеї）是位於烏克蘭西南部的村莊，由敖德萨州波季利斯克区的科迪馬市鎮負責管轄。該村始建於1896年，面積6.26平方公里，2001年人口1,334，人口密度每平方公里213.1人。